# Храм Святого Пантелеимона (Афины)
Храм Святого Пантелеимона (греч. Ναός του Αγίου Παντελεήμονος) — самый большой православный храм в Афинах и один из крупнейших православных храмов Греции, наряду с собором Андрея Первозванного в Патрах. Находится в районе Айос-Панделеимонас на улице Ахарнон. Начало строительства храма приходится на 1920-е годы, окончание — на начало 1980-х годов.

## История
Первый храм в этом районе, посвященный святому Пантелеимону, находился немного южнее современного храма. Храм имел три нефа, каждый с отдельной двухскатной крышей.
Новый храм был заложен 12 сентября 1910 года королем Греции Георгием Первым, но его возведение началось лишь в двадцатые годы XX века по проекту архитектора Иоанниса Пападакиса. В 1929—1930 года был завершен каркас огромного бетонного купола. Купол занимает площадь 1600 м², толщина его кладки достигает двух метров.
В 1930 году был снесен старый храм в связи с прокладкой через его месторасположение электрифицированной железной дороги (впоследствии этот участок был ликвидирован). Организация «Греческие электрические железные дороги» выплатила в качестве компенсации на строительство новой церкви 400000 драхм. 22 июня 1930 года состоялось открытие временной церкви под куполом нового строящегося храма архиепископом Афинским и всей Греции Хризостомом Пападопулосом.
Окончательный проект храма выполнил архитектор Георгиос Номикос. Максимальная длина храма составляет 58 метров, ширина — 45 метров. В 1951 году был разобран временный храм под куполом. В связи со значительным размером храма его строительство продолжалось до начала восьмидесятых годов.
С 1984 года в течение 23 лет художник Янис Карусос расписывал храм.
В часовне святого Фанурия, находящейся под лестницей главного входа, в субботу вечером и воскресенье утром совершаются богослужения по старому стилю на церковно-славянском языке.